# Regierung FitzGerald I
Die Regierung FitzGerald I war die 17. Regierung der Republik Irland, sie amtierte vom 30. Juni 1981 bis zum 9. März 1982.
Die Fianna Fáil (FF) verlor nach vier Regierungsjahren bei der Parlamentswahl am 11. Juni 1981 die absolute Mehrheit und stellte 78 von 166 Abgeordneten. Fine Gael (FG) und Irish Labour Party (ILP), die zusammen über 80 Sitze verfügten, bildeten eine Koalitionsregierung. Garret FitzGerald (FG), wurde am 30. Juni 1981 mit 81 gegen 78 Stimmen vom Dáil Éireann (Unterhaus des irischen Parlaments) zum Taoiseach (Ministerpräsident) gewählt.  Die Mitglieder der Regierung wurden in derselben Sitzung vom Parlament gewählt und vom Präsidenten ernannt. Nachdem die Regierung bei der Abstimmung über den Haushalt am 27. Januar 1982 mit 81 zu 82 Stimmen unterlag, trat die Regierung zurück und Wahlen wurden für den 18. Februar 1982 angesetzt.

## Zusammensetzung
| Minister                                                                 | Minister                      | Minister | Minister          | Minister | Minister          |
| Amt                                                                      | Name                          | Partei   | Amtszeit          | Amtszeit | Amtszeit          |
| ------------------------------------------------------------------------ | ----------------------------- | -------- | ----------------- | -------- | ----------------- |
| Taoiseach (Ministerpräsident)                                            | Garret FitzGerald             | FG       | 30. Juni 1981     | –        | 09. März 1982     |
| Tánaiste (Vizeministerpräsident)                                         | Michael O’Leary               | ILP      | 30. Juni 1981     | –        | 09. März 1982     |
| Energieminister                                                          | Michael O’Leary               | ILP      | 30. Juni 1981     | –        | 21. August 1981   |
| Minister für Industrie und Energie                                       | Michael O’Leary               | ILP      | 21. August 1981   | –        | 09. März 1982     |
| Umweltminister                                                           | Peter Barry                   | FG       | 30. Juni 1981     | –        | 09. März 1982     |
| Verteidigungsminister                                                    | James Tully                   | ILP      | 30. Juni 1981     | –        | 09. März 1982     |
| Minister für Fischerei und Forsten                                       | Thomas J. Fitzpatrick         | FG       | 30. Juni 1981     | –        | 09. März 1982     |
| Gesundheitsministerin                                                    | Eileen Desmond                | ILP      | 30. Juni 1981     | –        | 09. März 1982     |
| Sozialministerin                                                         | Eileen Desmond                | ILP      | 30. Juni 1981     | –        | 09. März 1982     |
| Finanzminister                                                           | John Bruton                   | FG       | 30. Juni 1981     | –        | 09. März 1982     |
| Arbeitsminister                                                          | Liam Kavanagh                 | ILP      | 30. Juni 1981     | –        | 09. März 1982     |
| Minister für den öffentlichen Dienst                                     | Liam Kavanagh                 | ILP      | 30. Juni 1981     | –        | 09. März 1982     |
| Verkehrsminister                                                         | Patrick Cooney                | FG       | 30. Juni 1981     | –        | 09. März 1982     |
| Minister für Post und Telegraphie                                        | Patrick Cooney                | FG       | 30. Juni 1981     | –        | 09. März 1982     |
| Minister für Industrie, Gewerbe und Tourismus                            | John M. Kelly                 | FG       | 30. Juni 1981     | –        | 21. August 1981   |
| Minister für Handel, Gewerbe und Tourismus                               | John M. Kelly                 | FG       | 21. August 1981   | –        | 09. März 1982     |
| Außenminister                                                            | John M. Kelly (kommissarisch) | FG       | 30. Juni 1981     | –        | 21. Oktober 1981  |
| Außenminister                                                            | James Dooge                   | FG       | 21. Oktober 1981  | –        | 09. März 1982     |
| Bildungsminister                                                         | John Boland                   | FG       | 30. Juni 1981     | –        | 09. März 1982     |
| Minister für die Gaeltacht                                               | Paddy O’Toole                 | FG       | 30. Juni 1981     | –        | 09. März 1982     |
| Justizminister                                                           | Jim Mitchell                  | FG       | 30. Juni 1981     | –        | 09. März 1982     |
| Landwirtschaftsminister                                                  | Alan Dukes                    | FG       | 30. Juni 1981     | –        | 09. März 1982     |
| Staatsminister                                                           |                               |          |                   |          |                   |
| Amt                                                                      | Name                          | Partei   | Amtszeit          | Amtszeit | Amtszeit          |
| Staatsminister beim Taoiseach Staatsminister im Verteidigungsministerium | Gerry L’Estrange              | FG       | 30. Juni 1981     | –        | 11. November 1981 |
| Staatsminister beim Taoiseach Staatsminister im Verteidigungsministerium | Fergus O’Brien                | FG       | 11. November 1981 | –        | 09. März 1982     |
| Staatsminister im Umweltministerium                                      | Fergus O’Brien                | FG       | 30. Juni 1981     | –        | 11. November 1981 |
| Staatsminister im Umweltministerium                                      | Donal Creed                   | FG       | 11. November 1981 | –        | 09. März 1982     |
| Staatsminister im Gesundheitsministerium                                 | Donal Creed                   | FG       | 30. Juni 1981     | –        | 11. November 1981 |
| Staatsminister im Gesundheitsministerium                                 | Gerry L’Estrange              | FG       | 11. November 1981 | –        | 09. März 1982     |
| Staatsminister im Ministerium für Industrie, Gewerbe und Tourismus       | Michael Begley                | FG       | 30. Juni 1981     | –        | 21. August 1981   |
| Staatsminister im Ministerium für Handel, Gewerbe und Tourismus          | Michael Begley                | FG       | 21. August 1981   | –        | 09. März 1982     |
| Staatsminister im Finanzministerium                                      | Joseph Bermingham             | ILP      | 30. Juni 1981     | –        | 09. März 1982     |
| Staatsminister im Finanzministerium                                      | Barry Desmond                 | ILP      | 30. Juni 1981     | –        | 09. März 1982     |
| Staatsminister im Energieministerium                                     | Edward Collins                | FG       | 30. Juni 1981     | –        | 21. August 1981   |
| Staatsminister im Ministerium für Industrie und Energie                  | Edward Collins                | FG       | 21. August 1981   | –        | 09. März 1982     |
| Staatsministerin im Sozialministerium                                    | Mary Flaherty                 | FG       | 30. Juni 1981     | –        | 09. März 1982     |
| Staatsminister im Landwirtschaftsministerium                             | Michael D’Arcy                | FG       | 30. Juni 1981     | –        | 09. März 1982     |
| Staatsminister im Landwirtschaftsministerium                             | Ted Nealon                    | FG       | 30. Juni 1981     | –        | 09. März 1982     |
| Staatsminister im Bildungsministerium                                    | Michael Keating               | FG       | 30. Juni 1981     | –        | 09. März 1982     |
| Staatsminister im Außenministerium                                       | Jim O’Keeffe                  | FG       | 30. Juni 1981     | –        | 09. März 1982     |
| Staatsminister im Justizministerium                                      | Dick Spring                   | ILP      | 30. Juni 1981     | –        | 09. März 1982     |
| Staatsminister im Ministerium für Post und Telegraphie                   | Patrick Harte                 | FG       | 30. Juni 1981     | –        | 09. März 1982     |

## Umbesetzungen
Am 21. August 1981 wurde das Energieministerium in Ministerium für Industrie und Energie umbenannt, das Ministerium für Industrie, Gewerbe und Tourismus wurde in Ministerium für Handel, Gewerbe und Tourismus umbenannt.
James Dooge übernahm am 21. Oktober das Außenministerium, das bisher kommissarisch von John M. Kelly geleitet wurde.
Am 11. November kam es zu einer Umbesetzung bei den Staatsministern. Gerry L’Estrange bisher Staatsminister beim Taoiseach und im Verteidigungsministerium, wurde Staatsminister im Gesundheitsministerium. Donal Creed wechselte vom Gesundheits- ins Umweltministerium. Fergus O’Brien, bisher Staatsminister im Umweltministerium, wurde Nachfolger von L’Estange.